# Scarabaeus rixosus
Scarabaeus rixosus är en skalbaggsart som beskrevs av Louis Albert Péringuey 1901. Scarabaeus rixosus ingår i släktet Scarabaeus och familjen bladhorningar. Inga underarter finns listade i Catalogue of Life.